# Arquitetura islâmica
A arquitetura islâmica (em árabe: عمارة إسلامية) compreende os estilos arquitetónicos dos edifícios associados ao Islão. Engloba os estilos secular e religiosos desde o início da história do Islão. O mundo islâmico abrange uma ampla área geográfica que historicamente se estende desde a África ocidental e a Europa até ao leste da Ásia. Os estilos arquitectónicos islâmicos possuem certas semelhanças em todas estas regiões, mas ao longo do tempo diferentes regiões desenvolveram os seus próprios estilos de acordo com materiais e técnicas locais, dinastias e patronos locais, diferentes centros regionais de produção artística e, por vezes, diferentes filiações religiosas.
Os principais tipos de construções da arquitetura islâmica são: as mesquitas, as tumbas ou túmulos (português de Portugal), os palácios e os fortes. De menor importância são os banhos públicos, as fontes, e a arquitetura doméstica.
A arquitetura islâmica primitiva foi influenciada pela romana, bizantina, iraniana e arquitetura da Mesopotâmia e por todas as outras terras que as primeiras conquistas muçulmanas dominaram nos séculos VII e VIII Mais tarde desenvolveu características distintas na forma de edifícios e na decoração de superfícies com caligrafia islâmica, arabescos e motivos geométricos.  Foram inventados novos elementos arquitectónicos como minaretes, muqarnas e arcos multilobulados. As tipologias mais comuns ou importantes do edifícios na arquitetura islâmica incluem as mesquitas, madrasas, tumbas, palácios, hammams (banhos públicos), hospícios Sufi (por exemplo, khanqahs ou zawiyas), fontanários e sebils, edifícios comerciais (por exemplo caravançarais e bazaares) e fortificações militares.
Suas característica marcante é a utilização de colunas, arcos e cúpulas.

## História
A Era Islâmica começa com a formação do Islão sob a liderança de Muhammad no início do século VII na Arábia. A primeira mesquita foi uma estrutura construída por Maomé em Medina em 622, logo após a sua Hégira (migração) de Meca, que corresponde ao local da actual Mesquita do Profeta (al-Masjid an-Nabawi). É geralmente descrita como a sua casa, mas pode ter sido concebida para servir como centro comunitário desde o início. Consistia numa estrutura simples de pátio construída em tijolo cru, com planta retangular, quase quadrada, com cerca de 53 por 56 metros. Um pórtico sombreado apoiado por troncos de palmeiras encontrava-se no lado norte do pátio, na direção da oração (a qibla), que originalmente era em direção a Jerusalém. Quando a qibla foi alterada para ficar virada para Meca, em 624, foi acrescentado um pórtico semelhante no lado sul, virado para aquela cidade. Maomé e a sua família viviam em quartos separados anexos à mesquita, e o próprio Maomé foi enterrado num desses quartos após a sua morte, em 632. Durante o resto do século VII e no século VIII, a mesquita foi repetidamente ampliada para incluir um grande salão de orações com um telhado plano suportado por colunas (um salão hipostilo) com um pátio central. Tornou-se um dos principais modelos para as primeiras mesquitas construídas noutros locais. Os estudiosos concordam geralmente que, para além da mesquita/casa de Maomé, a arquitectura da Península Arábica parece ter tido apenas um ténue papel na formulação da arquitectura islâmica posterior.
Antes do início das conquistas árabe-muçulmanas do século VII, as duas maiores potências do Médio Oriente e do Mundo Mediterrâneo oriental eram as do Império Bizantino (Romano Oriental) e o Império Sassânida. Estes dois impérios cultivaram as suas próprias tradições arquitetónicas importantes. Ocupando as fronteiras entre estes dois impérios – nas regiões desérticas e estepes da Síria, Palestina, Mesopotâmia e norte da Arábia – Eram dois Estados clientes tribais árabes: os Lacmidas, que eram clientes dos Sassânidas e tinham a sua capital em al-Hira (na actual Iraque), e os gassânidas, que eram clientes dos Bizantinos e protegiam as suas fronteiras orientais. Estas duas dinastias árabes foram importantes impulsionadores da arquitetura nas suas respetivas regiões. A sua arquitetura não é bem compreendida devido à escassez de vestígios identificáveis hoje em dia, mas eles foram buscar e adaptaram a arquitetura dos seus suseranos bizantinos e sassânidas. Alguns dos seus edifícios são conhecidos pela arqueologia ou por textos históricos, como os palácios Lacmidas de Khawarnaq e al-Sadir em al-Hira, uma igreja Ghassanid com decoração mosaica em Nitil (perto de Madaba), e uma sala de audiências Ghassanid incorporada na posterior residência rural omíada em ar-Rusafa. A cultura e a arquitectura dos Lacmidas e dos Gassânidas desempenharam provavelmente um papel subsequente na transmissão e filtragem das tradições arquitectónicas dos mundos sassânida e bizantino/romano para as dinastias árabes islâmicas posteriores que estabeleceram os seus centros políticos nas mesmas regiões.
Quando as primeiras conquistas árabe-muçulmanas se espalharam a partir da Península Arábica no século VII e avançaram pelo Médio Oriente e Norte de África, foram estabelecidas novas cidades-guarnição nos territórios conquistados, como Fustat no Egipto e Kufa no atual Iraque. As mesquita congregacional centrais destas cidades foram construídas no formato hipostilo. Noutras cidades, especialmente na Síria, novas mesquitas foram estabelecidas através da conversão ou ocupação das igrejas existentes nas cidades, como por exemplo em Damasco e Hama.Bloom & Blair 2009, Mosque Estas primeiras mesquitas não tinham minaretes, embora pequenos abrigos pudessem ter sido construídos nos telhados para proteger o muezim enquanto emitiam o chamado à oração.
Em 630, quando o exército de Maomé reconquistou a cidade de Meca, o santuário da Caaba foi reconstruído e dedicado ao Islão; a obra foi executada por um náufrago carpinteiro etíope, em seu estilo nativo, e concluída antes da morte de Maomé em 632, vindo a tornar-se um dos primeiros trabalhos de grande envergadura da arquitetura islâmica.
As paredes foram decoradas com pinturas de Jesus, Maria, Abraão, profetas e anjos. A partir do século VIII, a doutrina islâmica, baseada no Hadiz, proibiu o uso de imagens em sua arquitetura, sobretudo as de humanos e de animais.
No século VII, as forças muçulmanas conquistaram extensos territórios. Ao se estabelecerem em uma região, sua primeira preocupação era encontrar um lugar para erguer uma mesquita. O desenho simples, baseado na casa do profeta Maomé, tornou-se o padrão de construção dessas novas mesquitas ou de adaptação de edifícios já construídos como igrejas.

## Influências e estilos tradicionais

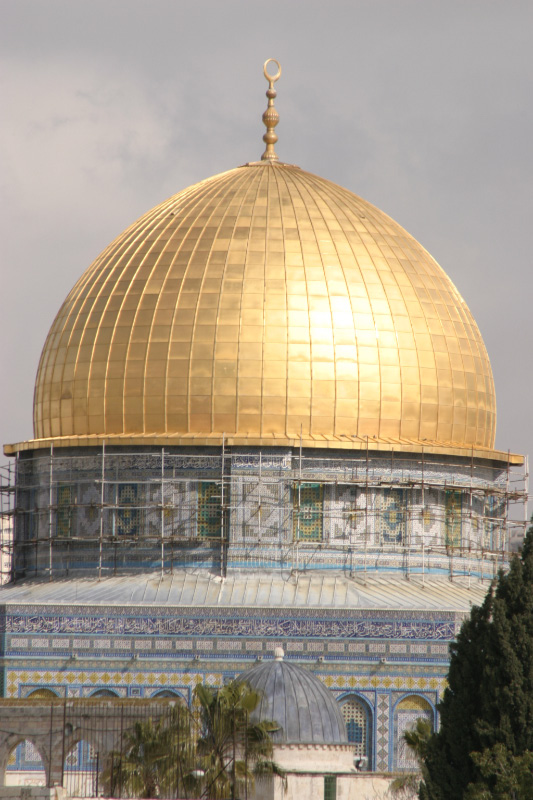
O Domo da Rocha é um exemplo chave da arquitetura islâmica.

Um estilo de arquitetura islâmica facilmente reconhecível se desenvolveu pouco depois da morte do profeta Maomé, formado a partir de modelos romanos, egípcios, persas e bizantinos. A rapidez de seu surgimento teve como marco o ano 691, com a finalização do Domo da Rocha (Qubbat al-Sakhrah), em Jerusalém, que apresenta traços abobadados, um domo circular, e o uso de estilizados e repetitivos padrões decorativos (arabesco).
A Basílica de Santa Sofia, em Istambul, também influenciou a arte islâmica, ao agregar elementos da arquitetura bizantina. Quando os otomanos capturaram a cidade dos bizantinos em 1453, converteram-na de basílica em mesquita. Com o fim do Império tornou-um museu e em julho de 2020 foi novamente convertida em mesquita, status que tem atualmente. Essa igreja também serviu de modelo para muitas outras mesquitas otomanas, como a Mesquita Sehzade e a Mesquita de Süleymaniye.

### Arquitetura persa
Uma das primeiras civilizações com a qual o Islã entrou em contato foi com a persa, da qual os islâmicos absorveram abundantes elementos.
Muitas cidades, como Bagdá, por exemplo, foram erguidas junto a construções precedentes, como Firuzabade, na Pérsia. É sabido que dentre as pessoas contratadas por Almançor para desenhar os planos da cidade, encontravam-se Naubakht (نوبخت), um antigo persa seguidor de Zoroastro, e Mashallah (ماشاءالله), um antigo judeu de Coração, Irã.

### Arquitetura andaluza ou mourisca

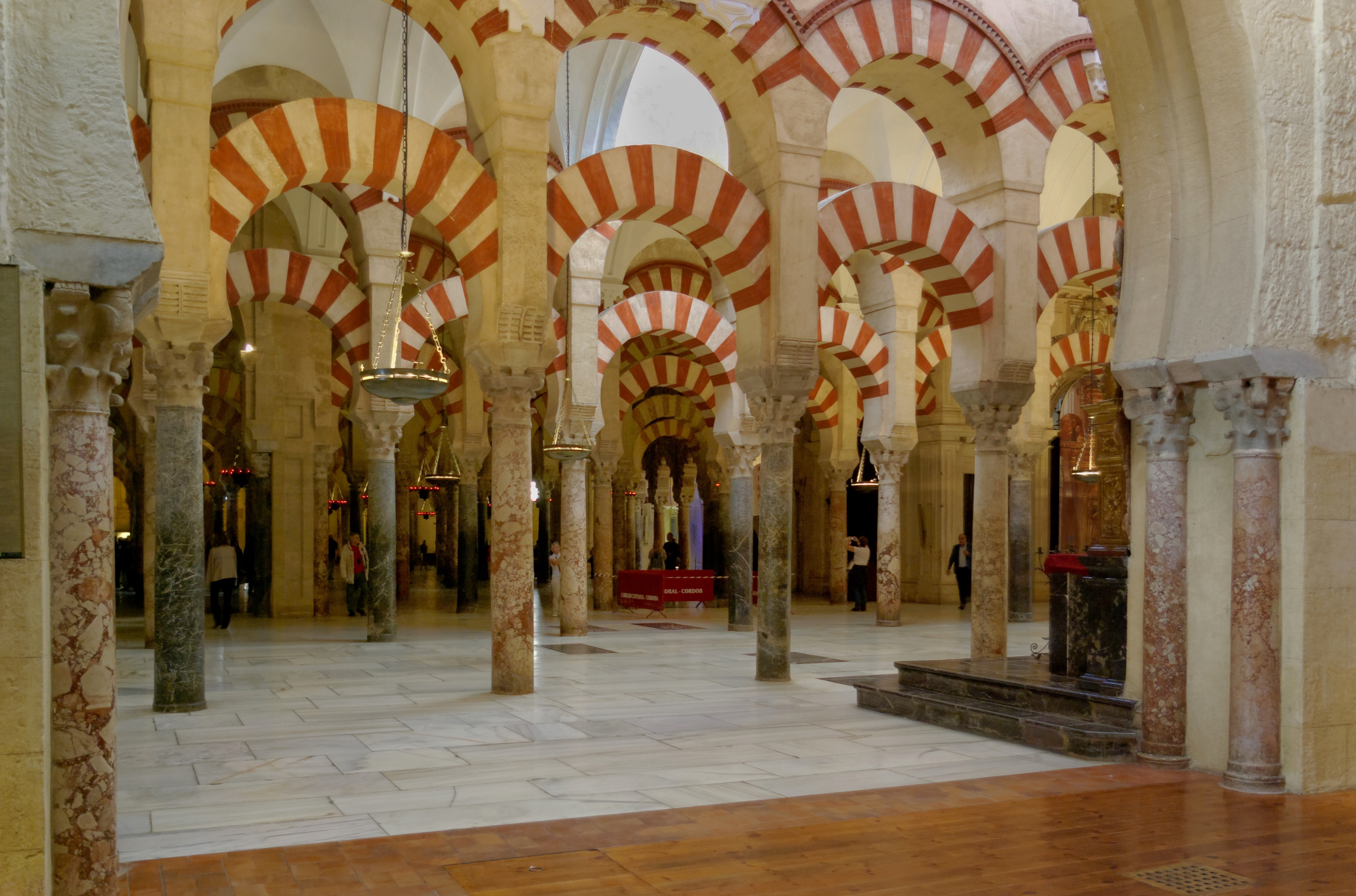
Vista do interior da Mesquita de Córdoba.

A construção da grande Mesquita de Córdoba, começada no ano 785, marcou o começo da arquitetura islâmica na Península Ibérica e no norte da África. Essa mesquita se destaca por seus arcos interiores em forma de ferradura.
A arquitetura andaluza atingiu seu clímax com a construção da Alhambra, o magnífico palácio-fortaleza de Granada, com seus espaços abertos e afrescos em roxo, azul e dourado. As paredes são decoradas com estilizados motivos de folhagens, inscrições em árabe, e desenhos com arabescos nas paredes azulejadas.
Pouco antes de concluída a reconquista cristã, a influência islâmica teve seu derradeiro impacto na arquitetura da Espanha, através do estilo mudéjar, mesclando elementos cristãos e muçulmanos.

### Arquitetura otomana

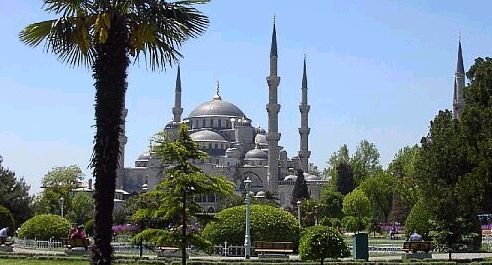
A Mesquita Azul em Istambul.

A arquitetura do Império Otomano caracteriza-se por suas grandes mesquitas, baseadas nos modelos de Sinán, como a Mesquita de Süleymaniye, de meados do século XVI. Durante cerca de 500 anos, exemplos da arquitetura bizantina serviram de modelos para a maioria das mesquitas otomanas, como a Mesquita Sehzade e a Mesquita Rüstem Pash.
Os otomanos desenvolveram uma arquitetura de alto nível, nas terras que dominaram. Dominaram a técnica de construir extensos espaços internos confinados por abóbadas, e de alcançar a harmonia perfeita entre os espaços interiores e exteriores, assim como entre a luz e a sombra. A mesquita deixou de ser um compartimento escondido e escuro, com suas paredes cobertas por arabescos, para se tornar um santuário do equilíbrio estético e técnico, da elegância refinada e, de uma forma indireta, do transcendental, do divino.

### Arquitetura fatímida

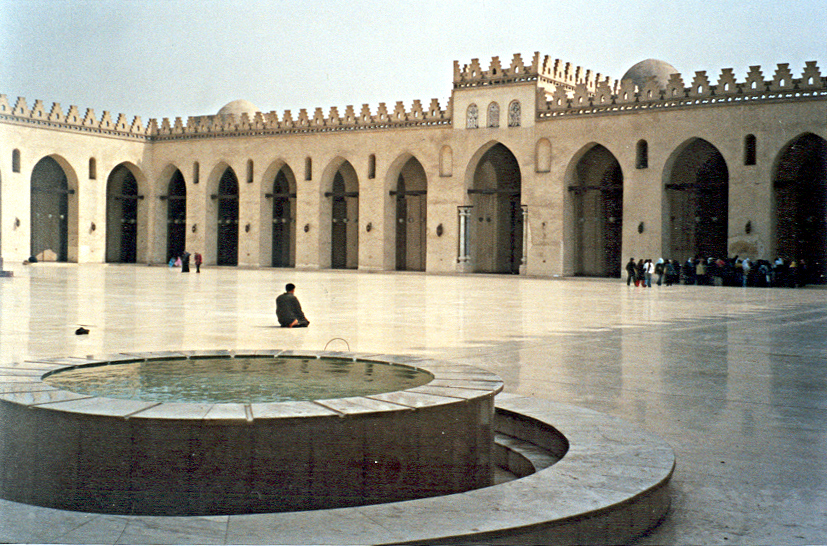
Mesquita de Aláqueme Biamir Alá

Os Fatímidas adotaram o modelo arquitetônico tulúnida, mas também desenvolveram suas próprias técnicas, das quais a Mesquita de Aláqueme é um exemplo. Sua primeira mesquita congregacional, no Cairo, foi a Mesquita de Alazar ("a esplêndida"), que, junto à sua instituição adjacente, a Universidade de Alazar, se converteu no centro espiritual do Ismaelismo.
Outros exemplos destacados dessa arquitetura são as elaboradas construções funerárias e as monumentais portas das muralhas da cidade do Cairo, instaladas pelo poderoso emir e vizir fatímida Badre Aljamali (c. 1073–1094).

### Arquitetura mameluca

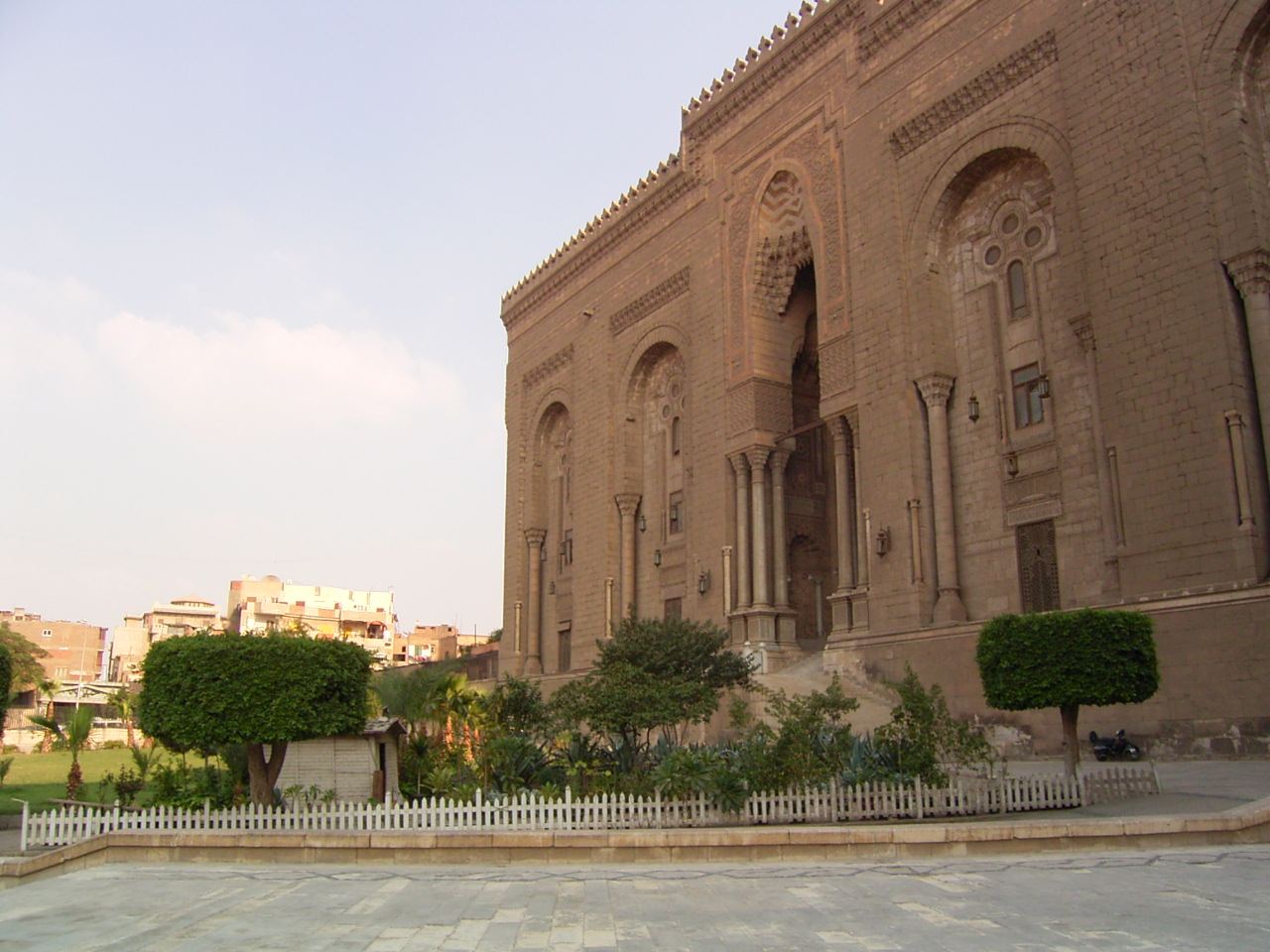
Mesquita do Sultão Hassan, no Cairo, Egito

No reino dos Mamelucos (1250-1517) a arte islâmica recebeu um impressionante florescimento, caracterizando-se pelo zelo religioso, que viria a se tornar um padrão de arquitetura e das artes em geral. Suas técnicas apuradas utilizavam o claro-escuro e outros recursos óticos para produzir efeitos luminosos em seus edifícios. As abóbadas majestosas, os pátios, e os Minaretes altíssimos (que podem ser vistos nos bairros mais antigos da cidade do Cairo), são uma boa demonstração do esplendor dessa arte.

### Arquitetura mogol (Babur)

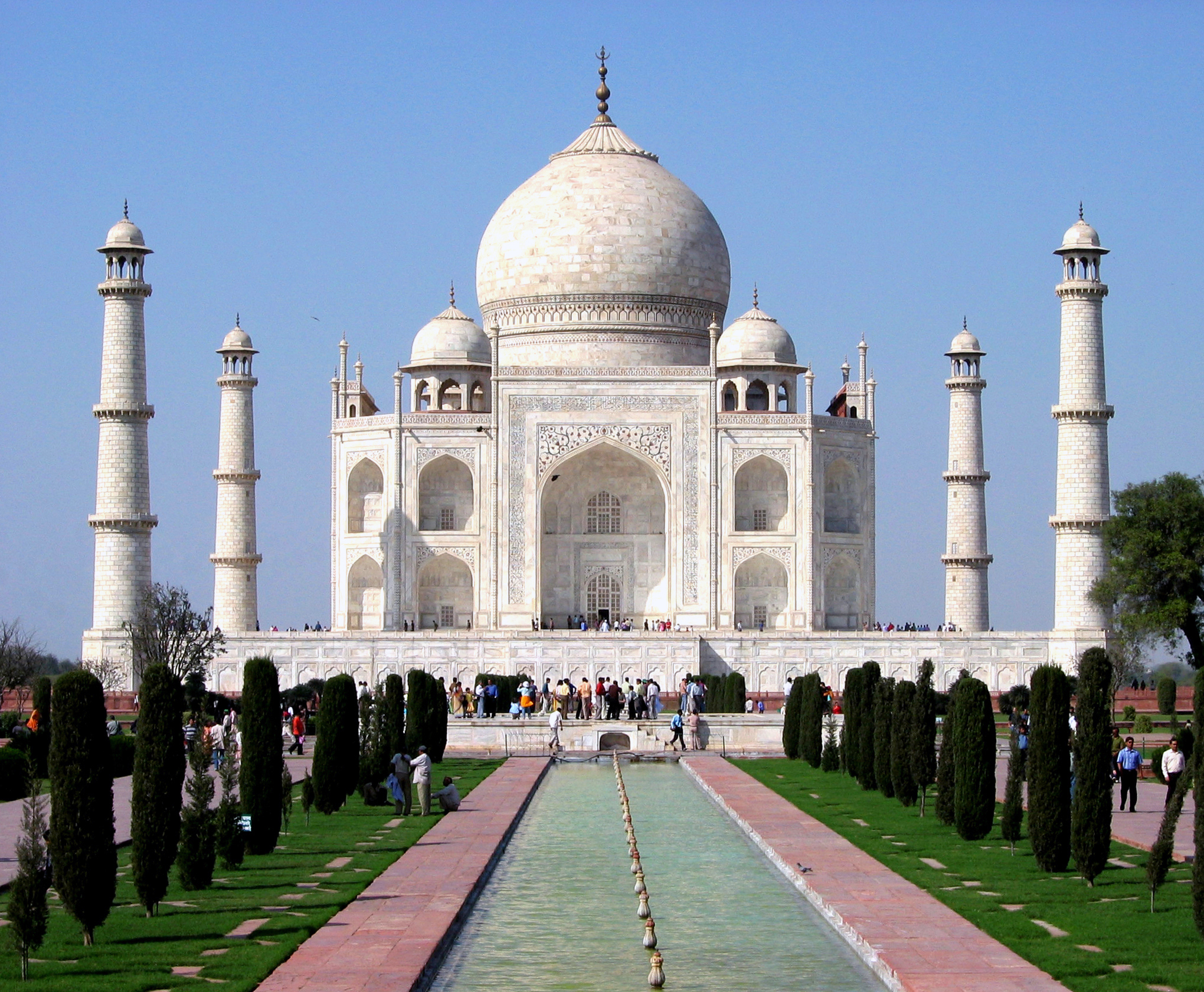
O Taj Mahal, em Agra, na Índia, construído pelo imperador mogol Shah Jahan, como mausoléu para sua esposa.

Um estilo arquitetônico distinto desenvolveu-se na Índia, por volta do século XVI, com a fusão de elementos persas e hindus. Exemplo desse estilo é a cidade real de Fatehpur Sikri, construída pelo imperador mogol, Akbar, em 1500 aproximadamente.
Mas o exemplo por excelência da Arquitetura mogol é, inegavelmente, o célebre Taj Mahal, "uma lágrima na eternidade", terminado em 1648 pelo imperador Shah Jahan, em memória de sua esposa Mumtaz Mahal, que morreu ao dar à luz o seu 14º filho. Ele representa o ponto culminante da arquitetura islâmica na Índia, sendo reconhecido como um dos mais belos edifícios do mundo. É totalmente simétrico, com exceção do sarcófago de Shah Jahan, que é excêntrico devido à sua colocação no quarto da cripta, debaixo do piso principal. O uso abundante de pedras preciosas e semipreciosas, e a vasta quantidade de mármore branco requerida pela obra, quase levou o império à bancarrota.

### Arquitetura sino-islâmica

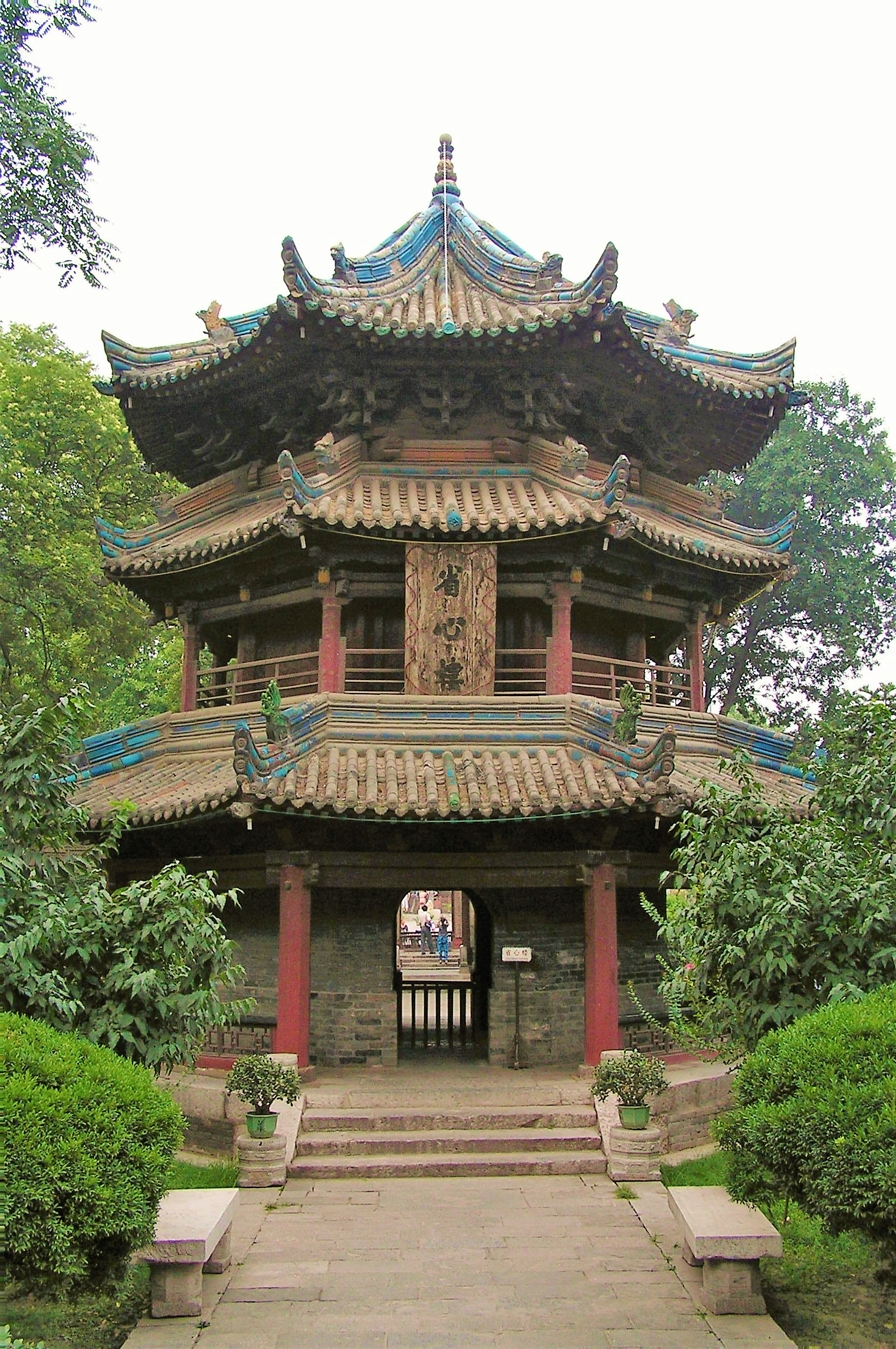
A Grande mesquita de Xi'an, China.

A primeira mesquita na China surgiu no século VII, durante a Dinastia Tang, em Xi'an. A Grande Mesquita de Xi'an, cujas atuais instalações datam da Dinastia Ming, não imita a maioria das características associadas às mesquitas tradicionais, tendendo a subordinar-se aos clássicos padrões da arquitetura chinesa. As mesquitas localizadas na China ocidental incorporam elementos tipicamente islâmicos, encontrados no Oriente Médio, como minaretes altos, arcos curvos e terraços em forma de cúpula, mas as mesquitas do leste tendem a se assemelhar a pagodes. Ainda assim, a China é renomada por suas belas mesquitas, semelhantes a templos.
A característica mais importante da arquitetura sino-islâmica é sua ênfase na simetria, detalhe que lhe confere uma certa grandeza. Ela se aplica tanto a palácios quanto a mesquitas. Todavia, uma exceção notável encontra-se no desenho de jardins, que tendem a ser assimétricos.

### Arquitetura afro-islâmica

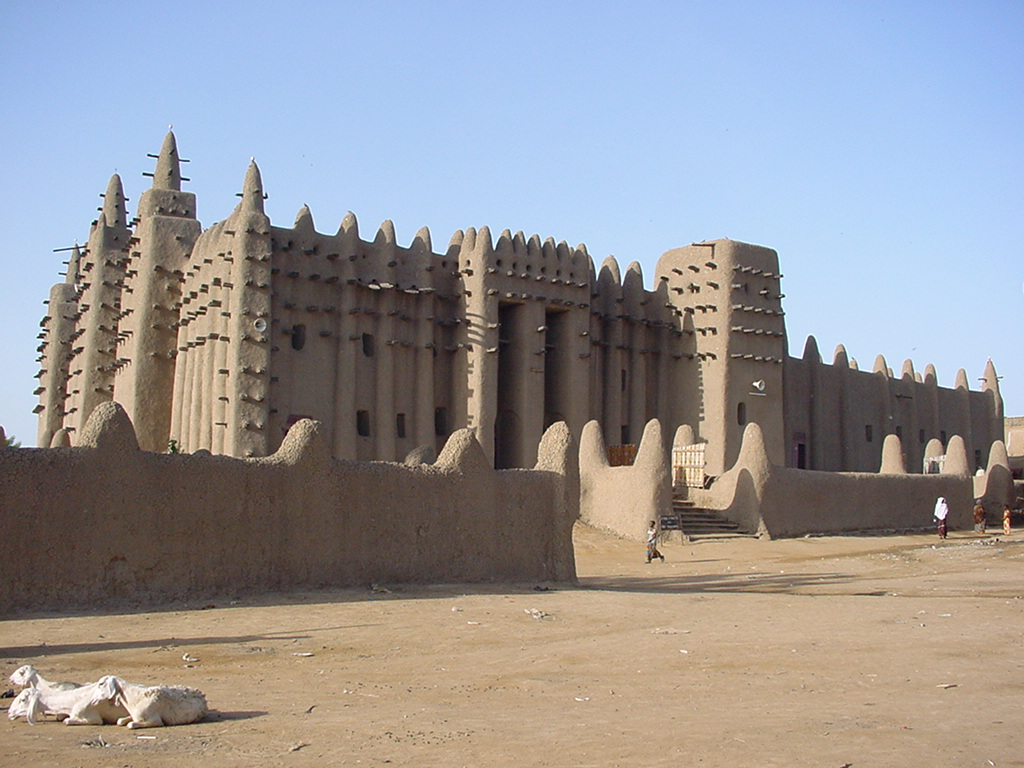
Grande Mesquita de Djenné, em Mali, exemplo do estilo de arquitetura afro-islâmica

A conquista muçulmana do norte da África motivou um notável desenvolvimento arquitetônico nessa região, do qual a cidade do Cairo é um de seus exemplos. No Sael, a influência da arquitetura islâmica cresceu inicialmente nas cidades de Jené e de Tombuctu. A Mesquita de Sancoré, em Tombuctu, era similar em estilo à Grande Mesquita de Jené.
Em Cumbi Salé, no bairro onde se concentravam os comerciantes, ergueram-se 12 belas mesquitas (descritas por Albacri). Madeira e barro eram os materiais mais empregados nas construções. A famosa cidade do Benim possuía um grande complexo de edifícios de barro, com terraços de ripas. O palácio real tinha uma sequência de espaços cerimoniais, adornados com placas de cobre amarelo (Bronzes de Benim).

## Interpretações

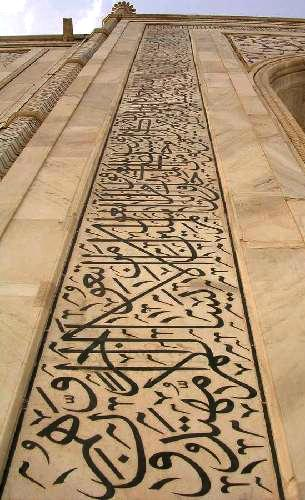
Caligrafia árabe gravada no portal de acesso ao Taj Mahal

As interpretações mais comumente aplicadas à Arquitetura Islâmica, podem ser assim resumidas:
- O conceito do poder infinito de Alá, que é evocado por desenhos que repetem os temas, sugerindo o Infinito.
- As formas humanas e animais raramente aparecem na arte decorativa, pois se considera mais importante retratar a obra de Alá.
- A caligrafia árabe é usada para realçar o interior de um edifício (ou o caminho de acesso a ele, como no Taj Mahal), com citações do Alcorão.
- A Arquitetura Islâmica tem sido chamada de “arquitetura velada”, porque sua beleza artística não raro se esconde nos espaços interiores dos edifícios (como nos pátios), ocultando-se aos olhos do observador externo.  Por outro lado, o uso de formas majestosas, tais como grandes abóbadas e minaretes elevados, pretende transmitir energia e alardear o poder e a cultura muçulmanas.